# عمر بيرلسون
عمر بيرلسون هو محامي وأمين سر وسياسي أمريكي، ولد في 19 مارس 1906 في أنسون في الولايات المتحدة، وتوفي في 14 مايو 1991 في أبيلين في الولايات المتحدة. نشط حزبياً في الحزب الديمقراطي. وقد انتخب قاضي (1934 – 1940) وانتخب مدعٍ عام لمقاطعة ‏ (1931 – 1934) وانتخب عضو مجلس النواب الأمريكي ‏ (3 يناير 1947 – 31 ديسمبر 1978).